# Dimmu Borgir
Диму Боргир (исл. Dimmu Borgir) је мелодијски блек метал бенд из Норвешке чија је музика доста популарна у скандинавским земљама и Немачкој. Dimmu Borgir значи „мрачни дворац“ на исландском језику и заправо је назив области на Исланду са формацијама од лаве.

## Биографија
Шаграт, Силеноз и Тјодалв основали су бенд 1993. Мало касније придружили су им се Бринјард Тристан на бас-гитари и Стијан Орстад за клавијатурама.
Инспирацију налазе у блек металу 80-их и хеви металу те у делима класичних композитора као што су Рихард Вагнер и Антоњин Дворжак. Каријеру започињу објављивањем ЕП-а Inn I Evighetens Mørke с којим постижу велик успех код публике распродавши га за неколико недеља. Иако су на метал сцени деловали већ неколико година, прва признања добијају тек албумом For All Tid.
Године 1996. објављују један од најважнијих албума у историји блек метала под називом Stormblast. То им је последњи албум на норвешком језику пошто публика није разумела текстове а желели су да допру до што ширег круга слушаоца. Године 1997. објавили су албум Enthrone Darkness Triumphant који је продан у преко 150.000 примерака. Након снимања тог албума у бенд долази Астену који замењује Шаграта на гитари па се Шаграт може у потпуности посветити певању. Током Ентроуне турнеје Тјодлав добија принову и напушта бенд на неколико месеци да би могао бити са породицом. Замењује га Агресор. У то време група отпушта клавијатуристу Стијана Орстада а заменила га је Кимберли Гос која је пре тога радила са групама Терион, Ејншент и Синерџи. Међути, Госова убрзо напуста бенда, а замењује је Мустис, млади клавијатуриста који је већ познавао Шаграта. Мустису је био ово први бенд али се врло брзо наметнуо као инструменталиста и композитор, што се најбоље види на на албуму Spiritual Black Dimensions.
Година 1998. издата је компилација Godless Savage Garden, албум који се састојао од две нове песме, два поновљена издања и три концертне песме али је, у ствари, албум био поклон за верне обожаваоце који су чекали излазак албума Spiritual Black Dimensions. Он је био тако добро оцењен да је био номинован за награду „Спелемансприсен“, врсту норвешког Гремија.
Године 1999. напокон излази албум Spiritual Black Dimensions који потврђује лидерску позицију групе у жанру блек метала. По изласку албума Нагаш се одлучује на одлазак из бенда а замењује га Симен Хестнес (познатији као Вортекс) из групе Боркнагара чиме Диму Боргир постаје богатији за још један, овог пута чисти, вокал.
Почетком турнеје 1999, одмах после наступа уЊу Џерзију и Монтреалу, бубњар Тјодалв се одлучује на одлазак из групе, наводно из породичних разлога. Његову замену је врло брзо нађена. Радило се о Николасу Баркеру, бившем бубњару групе Крејдл оф филт. Затим, такође из личних разлога, групу напушта гитариста Астену, и то за време припрема за снимање новог албума. Астенуа замењује Галдрен, угледни блек метал музичар, члан групе Олд мен'с чајлд. У тако измењеном саставу, група у јесен 2000. године у шведском студију Фридман почиње снимати нови, дугоочекивани албум под називом Puritanical Euphoric Misanthropia. Опет је створена мешавина агресивне музике и мрачне атмосфере, а чланови групе су у том периоду публици пружили максимум својих стваралачких потенцијала. Као бонус, снимљено је неколико песама са гетеборшким симфонијским оркестром који се добро уклопио у њихов музички израз.
У то време чланови бенда изјављују да група није комерцијално оријентисана и да само желе да унапреде своју музику. Године 2003. снимају албум Death Cult Armageddon. Делови албума снимљени су са чешким филхармонијским оркестром да би се појачали класични аранжмани који су одувек били заштитни знак бенда.

## Дискографија

### Студијски албуми
- Inn i evighetens mørke [ЕП] - (1994)
- For all tid - (1994) (Реиздање 1997)
- Stormblåst - (1996)
- Devil's Path [ЕП] - (1996)
- Enthrone Darkness Triumphant - (1997) (Реизд. 2002)
- Spiritual Black Dimensions - (1999) (Реизд. 2004)
- Puritanical Euphoric Misanthropia - (2001)
- Death Cult Armageddon - (2003)
- Stormblåst (re-recorded) - (2005)
- In Sorte Diaboli - (2007)
- Abrahadabra - (2010)
- Eonian - (2018)

### Албуми уживо и остало
- Godless Savage Garden [Компилација] - (1998)
- Alive in Torment [Уживо] - (2001)
- World Misanthropy [DVD/VHS] - (2002)
- World Misanthropy [Уживо] - (2002)
- Sons of Satan Gather for Attack - (1999)

## Актуелна постава групе
- Шаграт (Стијан Торесен) - вокал (1993.-)
- Галдер (Томас Руне Андерсен) - гитара (2000.-)
- Силеноз (Свен Атле Коперуд) - гитара (1993.-)

## Бивши чланови
- Стијан Орстад – клавијатуре (1993–1997)
- Тјодалв (Кенет Окесон) –бубњеви (1993–1999)
- Бринјард Тристан – бас-гитара (1994–1996)
- Нагаш (Стијан Арнесен) – бас-гитара (1996–1999)
- Кимберли Гос - клавијатуре (1997-1998)
- Астену (Џејми Стинсон) – гитара (1997–1999)
- Агресор (Карл-МИхаел Ајде) – бубњеви (на концертима) (1997)
- Николас Баркер – бубњеви (1999–2004)
- Рено Килерих – бубњеви (на концертима) (2004)
- Тони Лауреано – бубњеви (на концертима) (2004–2005)